# Siân Evans
Siân Evans é uma bibliotecária, ativista e wikipedista norte-americana. Evans é cofundadora da Arte+Feminismo, uma maratona de edição global para desafiar o preconceito de género na Wikipedia. Evans é bibliotecária na Faculdade de Arte do Instituto de Maryland.

## Carreira
Evans é cofundadora da Arte+Feminismo, uma campanha global que desafia o viés de género na Wikipedia. Evans observa que, como parte do Art+Feminism, "nós fazemos um trabalho concreto - adicionando citações às páginas, expandindo a cobertura de mulheres nas artes - mas também entendemos esses eventos como plataformas para consciencialização e esperamos que estratégias de mudança surjam a partir disso." Evans é a Bibliotecária de Literacia da Informação e Design Instrucional na Faculdade de Arte do Instituto de Maryland.
Em 2014, Evans foi nomeada uma dos 100 Principais Pensadores Globais da Foreign Policy.
A investigação e os escritos de Evans sobre equidade de género com foco digital foram publicados em Art Documentation: Journal of the Art Libraries Society of North America e no livro Informed Agitation: Library and Information Skills in Social Justice Movements and Beyond. Evans faz parte do Grupo de Interesse Especial de Mulheres e Arte da Sociedade de Bibliotecas de Arte da América do Norte.